# Taprobania glaucochroa
Taprobania glaucochroa är en fjärilsart som beskrevs av George Francis Hampson 1908. Taprobania glaucochroa ingår i släktet Taprobania och familjen mott. Inga underarter finns listade i Catalogue of Life.